# گل‌افشان (سمیرم)
گل‌افشان (سمیرم)، روستایی از توابع بخش مرکزی شهرستان سمیرم در استان اصفهان ایران است.

## جمعیت
این روستا در دهستان حنا (سمیرم) قرار دارد و بر اساس سرشماری مرکز آمار ایران در سال ۱۳۸۵، جمعیت آن ۶۷۷ نفر (۱۳۷ خانوار) بوده‌است.
این روستا بین آباده و سمیرم قرار گرفته است 
تابستان های خنک و زمستان هوایی سرد دارد و  
زبان مردم گل افش نیز ن ترکی قشقایی است.